# Gustav Kassbaum
Gustav Kassbaum (* 27. März 1878 in Rehna, Mecklenburg-Schwerin; † 19. Juli 1929 in Berlin; alternative Schreibweise: Gustav Kaßbaum) war ein deutscher Architekt und preußischer Baubeamter.

## Leben
Gustav Kassbaum studierte ein Semester Architektur an der Technischen Hochschule München, bevor er an die Technische Hochschule (Berlin-)Charlottenburg wechselte. Das an das Studium anschließende Referendariat beendete er 1908 mit dem mit Auszeichnung bestandenen 2. Staatsexamen, verknüpft mit dem Gewinn des Staatspreises und des Vereins-Andenkens (Schinkel-Plakette) im Schinkelwettbewerb 1908. Der Staatspreis ermöglichte ihm eine Studienreise nach Italien und in die Niederlande. Er wurde zum Regierungsbaumeister (Assessor in der öffentlichen Bauverwaltung) ernannt und wirkte zunächst beim Bau des Landgerichts Halberstadt mit. Anschließend wurde er von 1911 bis 1914 mit der Neubau-Leitung des Amts- und Landgerichts Saarbrücken beauftragt. Von 1914 bis 1918 nahm er als Soldat am Ersten Weltkrieg teil. Danach übernahm er die Leitung des staatlichen Hochbauamts in Wittstock/Dosse. Mitte der 1920er Jahre arbeitete kurzzeitig in der Bauverwaltung der Bezirksregierung Potsdam, bevor er 1925 in das preußische Finanzministerium (unter Finanzminister Hermann Höpker-Aschoff) berufen wurde. 1926 erfolgte dort seine Ernennung zum Oberregierungs- und Baurat, und er übernahm das Referat für Höhere Lehranstalten in Preußen. Außerdem oblag ihm 1927/1928 die künstlerische Oberleitung für die letzten Innenausbauarbeiten in der Staatsoper Unter den Linden. Schließlich fielen in sein Arbeitsgebiet die Neubauten für die Pädagogischen Akademien in Preußen. Diese neuen Bauaufgaben markierten in seinem beruflichen Schaffen zugleich eine Wende von einer eher traditionellen Architekturauffassung hin zu einer Gestaltung im Sinne des Neuen Bauens, das sich seit der Ernennung des Architekten Martin Kießling zum Leiter der Hochbauabteilung des preußischen Finanzministeriums (1928) auch im staatlichen Bauwesen Preußens durchsetzte.
Kassbaum war verheiratet und hatte einen Sohn und eine Tochter.

## Werk

### Bauten und Entwürfe
- 1926–1929: Neubau des Evangelisch Stiftischen Gymnasiums Gütersloh
- um 1927: Neubau für das Staatlich-Katholische Friedrich-Wilhelm-Gymnasium in Gleiwitz, Kattowitzer Allee[6]
- 1927–1928: Neubau des Reform-Realgymnasiums Geisenheim-Rüdesheim
- 1928–1930: Vorplanung für den Neubau des Staatlichen Realgymnasiums zur Himmelspforte in Erfurt, Gustav-Freytag-Straße 65[7]
- nach 1919: Kriegerdenkmal 1914–18 in Wittstock (Dosse)

### Grafik
- 20 Federzeichnungen von Motiven in Saarbrücken: Schlosskirche, Kirchgasse, Blick in die Altneugasse, Ludwigskirche, Kronprinzenstraße, Altkath. Kirche; Steile Treppe zum Triller; Stadtbild vom Trillerweg, Lenzenweg; An Jakobsgärtchen; Schloss von der Spichererbergstraße; Schlossberg über der Saar; Saarufer gegenüber Casino; Marktplatz St. Johann, Kath. Kirche St. Johann, Saarufer im Schnee; Aus der Burbacher Hütte; Felsenweg; Spicherer Höhen im August. Veröffentlicht in: Robert Paehler (Hrsg.): Malerisches aus Saarbrücken. 20 Federzeichnungen von Gustav Kassbaum. Chr. Clauss, Saarbrücken o. J. (1925).
- Unterburg Passau. In: Zentralblatt der Bauverwaltung. Nr. 42, 1926, S. 473 (zlb.de – Studie; Technik und Material nicht benannt).

### Schriften
- Rezension. In: Zentralblatt der Bauverwaltung. Nr. 5, 1929, S. 77–78 (zlb.de – zu: Wilhelm Volkmann: Die Berechnung des Raumbedarfs für den naturwissenschaftlichen und erdkundlichen Unterricht).

## Auszeichnungen
- 1908: Staatspreis und Vereins-Andenken (Schinkel-Plakette) beim Schinkel-Wettbewerb in der Kategorie Hochbau für den Entwurf An de Waterkant (Entwurf einer Dorfanlage)[1][8]